# Jack Kelly (champion olympique)
Pour les articles homonymes, voir John Kelly et Kelly.
John Brendan Kelly, Sr. dit Jack Kelly, né le 4 octobre 1889 à Philadelphie (Pennsylvanie) et mort le 20 juin 1960 dans la même ville, est un rameur américain, champion d'aviron, puis un homme d'affaires, fondateur d'une prospère entreprise de construction, la briqueterie John B. Kelly Inc. qui fait sa fortune.

## Biographie
Il remporte deux médailles d’or aux Jeux olympiques de 1920 et une aux Jeux olympiques d'été de 1924.
Il épouse Margaret Katherine Majer (1898-1990), une championne de natation et mannequin de mode d’origine prussienne, et le couple donne naissance à quatre enfants, dont Grace de Monaco et John Kelly, Jr. . Il est le grand-père maternel d'Albert II, prince souverain de Monaco, de Caroline de Hanovre et de Stéphanie de Monaco.
Après sa carrière sportive, il devient un entrepreneur millionnaire avec son entreprise de fabrication de briques et de ciment, à Philadelphie, une des plus importantes de cette industrie de la côte est des États-Unis.
Parallèlement à sa carrière entrepreneuriale, il sert l'État de Pennsylvanie lorsqu'il est nommé directeur des finances publiques de Pennsylvanie de janvier 1936 à juin 1937.

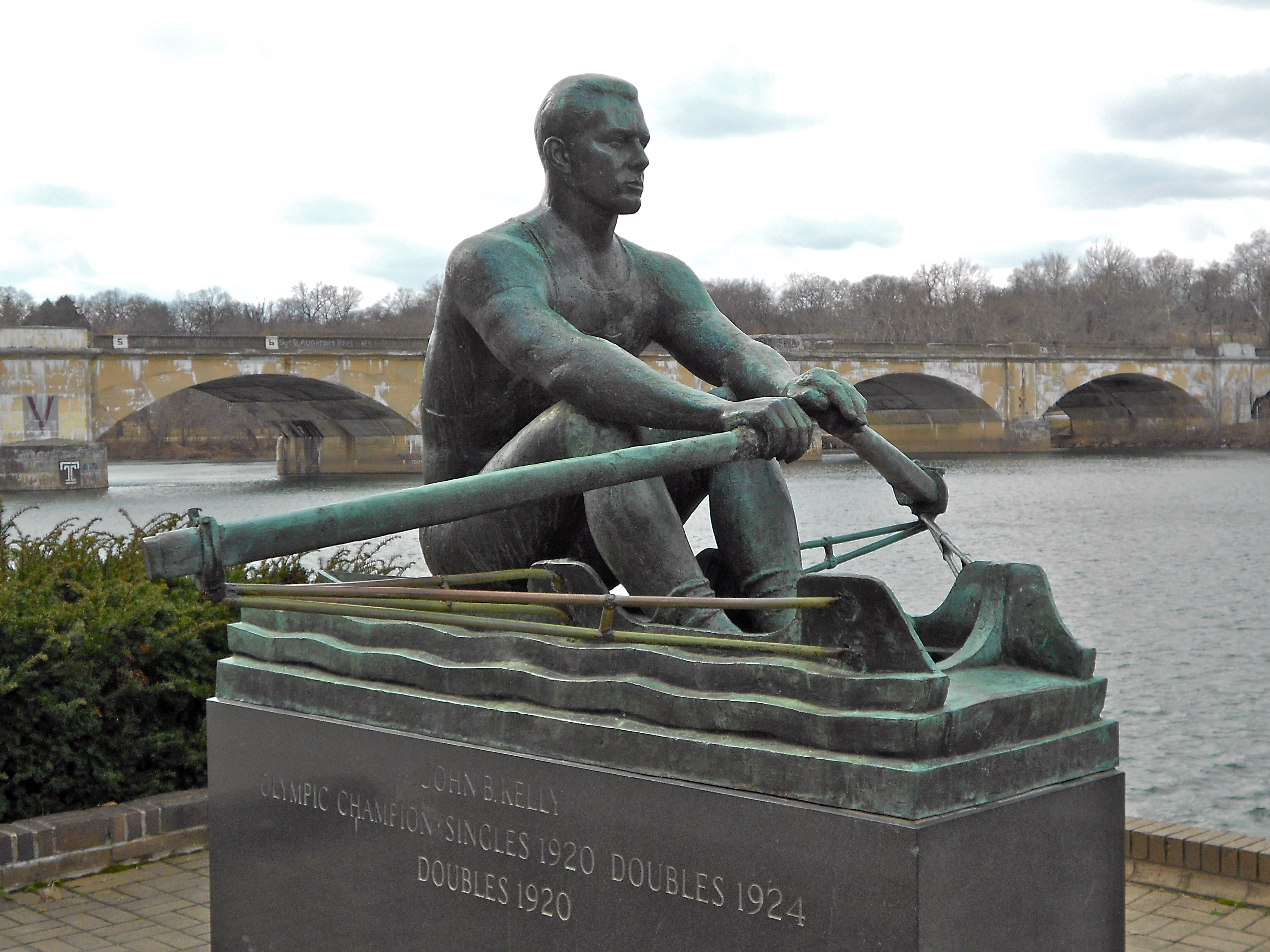
Sculpture de Jack Kelly dans le Fairmount Park de Philadelphie.